# Silvio Boni
Silvio Boni (Spineto di Castellamonte, 16 luglio 1942 – Spineto di Castellamonte, 13 marzo 2014) è stato un ciclista su strada italiano, professionista dall'ottobre 1963 al 1966. Ottimo dilettante, non seppe ripetersi fra i professionisti, dove non ottenne alcuna vittoria; tuttavia ottenne alcuni piazzamenti, quali il sesto posto alla Coppa Bernocchi 1964 ed il nono al Giro del Piemonte 1965.

## Palmarès
- 1963 (dilettanti)

Torino-Biella
Trofeo Papà Bertolino
Gran Coppa Vallestrona
3ª tappa Giro delle Provincie del Lazio (? > Frosinone)
7ª tappa Giro delle Provincie del Lazio (Rieti > Terminillo)
1ª tappa Giro della Valle d'Aosta (Saint-Vincent > Champorcher)
5ª tappa Giro della Valle d'Aosta (Saint-Vincent > Cogne)

## Piazzamenti

### Grandi giri
- Giro d'Italia

1964: 62º
1965: 28º

### Classiche monumento
- Milano-Sanremo

1964: 102º
1966: 122º
- Giro di Lombardia

1964: 42º